# دانيال ليف
دانيال ليف (بالإنجليزية: Daniel Lev)‏ هو عالم سياسة أمريكي، ولد في 23 أكتوبر 1933، وتوفي في 29 يوليو 2006 بسبب سرطان الرئة.